# نوتسینگن
نوتسینگن (به آلمانی: Notzingen) یک شهر در آلمان است که در ااسلینگن واقع شده‌است. نوتسینگن ۳٬۴۹۴ نفر جمعیت دارد.